# Gensac (Tarn-et-Garonne)
Gensac é uma comuna francesa na região administrativa de Occitânia, no departamento de Tarn-et-Garonne. Estende-se por uma área de 11,59 km². Em 2010 a comuna tinha 111 habitantes (densidade: 9,6 hab./km²).